# Mariana Alandia
Mariana Alandia Navajas (Tarija, 1964) es una pianista e investigadora boliviana de música clásica y contemporánea. Interpreta a casi todos los compositores bolivianos de tradición escrita nacidos en el siglo XX. 

## Biografía
Nacida en Tarija, inició sus estudios con los profesores Mario Estenssoro y Sarah Ismael. Continuó su formación pianística en Costa Rica con Miguel Ángel Quesada. 
Estudio música de cámara con Ramiro Soriano y al concluir la carrera de piano en Conservatorio Nacional de Música de La Paz, viajó a Roma para realizar un curso de perfeccionamiento pianístico en la Academia G. Curci con el maestro Hector Pell y en la Academia Chighiana. Participó en el XV Curso Latinoamericano de Música Contemporánea y otros festivales musicales y conciertos en Austria, Bolivia, Italia y Perú. Se dedica a interpretar el repertorio pianístico barroco, clásico, romántico y contemporáneo. También ha estrenado obras de compositores bolivianos, como Eduardo Caba.

## Selección discográfica
- 1997 Cassette: Orquesta Experimental de Instrumentos Nativos. Cergio Prudencio .
- 1989 Cassette: Música de misiones jesuíticas, Cerruti y Zipoli. Coral Nova. Proaudio.
- 1994 CD: Sayariy Banda sonora (Umbrales de Cergio Prudencio). Proton.
- 2001 CD Música Boliviana del siglo XX. Gastón Arce y Alberto Villalpando Villalpando. Estudios Cantvs